# Pont-Croix
Pont-Croix è un comune francese di 1 891 abitanti situato nel dipartimento del Finistère nella regione della Bretagna.

## Società

### Evoluzione demografica
Abitanti censiti